# Клис (крепост)
 Тази статия е за крепостта.  За селото вижте Клис.  
Клис (на хърватски: Tvrđava Klis) е средновековна хърватска крепост извисяваща се над село Клис в Далмация северно от град Сплит.

## География
Крепостта е изградена в прохода между планините Мали Козяк и Мосор на височина 360 м над морското равнище на 11 км от адриатическия бряг. Кацнала на самотен скалист връх и недостъпна от три страни, крепостта е имала важно стратегическо значение и през вековете е спирала нашествието към централна Далмация.

## История
Построена е от илирийското племе далмати. По време на Римската империя е позната като Андетриум или Андериум, в по-късни времена се нарича Клиса, а днес Клис. Използвана е като резиденция от много хърватски крале, известно е например, че тук резидира крал Томислав. Поради важното си стратегическо положение по време на войните с османците в началото на XVI в. играе важна роля при спирането на настъплението им към вътрешността на Хърватия и охранява Военната граница. Отбраната на крепостта срещу турците се води от хърватския капитан Петър Кружич в продължение на повече от две и половина десетилетия. Тъй като хърватите не разполагат със съюзници срещу врага, по това време се появяват за пръв път дружините на ускоците, които действат в помощ на бранителите на Клис, а впоследствие се превръщат в елитна хърватска войска. В крайна сметка след дълга борба защитниците са победени и турците превземат крепостта през 1537 г. През 1669 г. венецианците отблъскват турците и възстановяват и разширяват укреплението. С падането на Венецианската република през 1797 г. тук се настаняват австрийците.
Днес в крепостта има музей, в който са изложени военни доспехи, оръжия, традиционни униформи.